# نوک‌بزرگ‌های خاوری
سهره‌های نوک‌بزرگ خاوری (نام علمی: Eophona) سرده‌ای از سهرگان است که شامل دو گونه است: این سردهٔ در سال ۱۸۵۱ توسط پرنده‌شناس و هنرمند پرنده انگلیسی جان گولد معرفی شد. نام Eophona از کلمات کلاسیک یونانی ēōs به معنای "سپیده دم" و phōnē به معنای "فریاد" یا "گریه" گرفته شده‌است.
| تصویر | نام علمی           | نام رایج           | توزیع                    |
| ----- | ------------------ | ------------------ | ------------------------ |
|       | Eophona migratoria | سهره نوک‌بزرگ چینی  | چین، منچوری و کره        |
|       | Eophona personata  | سهره نوک‌بزرگ ژاپنی | ژاپن از هوکایدو تا کیوشو |